# Hochsicherheitstrakt
Ein Hochsicherheitstrakt (eigentlich Hochsicherheitsbereich) ist innerhalb einer Justizvollzugsanstalt (in Österreich Justizanstalt) ein besonders gesicherter Bereich. Bei Haftantritt in einem geschlossenen Haftbereich und noch ohne, auf der Grundlage des individuellen Vollzugsplanes, Lockerungsmaßnahmen wird jeder Inhaftierte in einen Haftbereich mit erhöhter Sicherheitsstufe eingewiesen. Dies bedeutet an erster Stelle, dass die Hafträume und Flurabschnitte ständig verschlossen sind.

## Begriffserläuterung
Der Begriff wird vor allem in den Medien verwendet, um allerdings nicht immer zutreffend zu verdeutlichen, dass ein Straftäter als besonders gefährlich eingestuft wurde. In Deutschland haben nur wenige JVAs eine solche Abteilung, wie beispielsweise die Justizvollzugsanstalt Stuttgart-Stammheim. Dieser Hochsicherheitsbereich in der JVA Stammheim und die meisten solcher in anderen Vollzugsanstalten wurden vorwiegend in den 1970er Jahren für die inhaftierten RAF-Terroristen errichtet und sind zum Teil mit einem Schutz gegen Befreiungsversuche mit Hubschraubern unter anderem mit einem Netz aus Stahl überspannt.
Besondere Sicherheitshafträume sind dagegen in allen Haftanstalten vorhanden, jedoch werden diese nur in Fällen von Gefahr für Leib und Leben des Häftlings oder Mitinhaftierter genutzt. Auch werden in diesen Hafträumen besonders ausbruchgefährdete Häftlinge, oder jene, welche nach einem solchen wieder in Gewahrsam genommen wurden, zum Großteil aber nur vorübergehend untergebracht.
Üblicherweise werden bestimmte Gruppen von Inhaftierten, auf der Grundlage der Haftdauer und der Gefährlichkeit für Mitgefangene, in bestimmten Haft-Abteilungen zusammengefasst, jedoch stellen diese nicht automatisch einen Hochsicherheitsbereich dar. Dazu muss diese Abteilung aber nicht besonders gesichert werden, schließlich sind die Gefangenen bereits in einer JVA untergebracht, deren Sicherheitsstufe der Gefährlichkeit dieser Straftäter entspricht, gemäß einem Vollstreckungsplan.
Auch Einrichtungen der Forensischen Psychiatrie sind als Hochsicherheitsbereiche ausgestattet, da in ihnen sowohl der Maßregelvollzug als auch strafunfähige Rechtsbrecher untergebracht sind.
In der ehemaligen DDR gab es mit Bautzen II eine Haftanstalt, die als Hochsicherheitsgefängnis bezeichnet werden kann. Hier wurden vorwiegend politische Häftlinge und somit als besonders gefährlich für die Sicherheit der DDR eingestufte Häftlinge inhaftiert, welche auch unter besonderer Aufsicht des Ministeriums für Staatssicherheit standen.

## Kritik an der Isolationshaft als Sicherheitsmaßnahme
In vielen Staaten, so auch in den USA, werden in Hochsicherheitsbereichen auch Isolationshafträume bereitgehalten. So sitzen laut Amnesty International allein im Bundesstaat Arizona 2000 Häftlinge in Isolationshaft. Amnesty International kritisiert diese Haftweise als entmenschlichend und Suizid fördernd.

## Haftanstalten mit besonderer Sicherheitsstufe
In Deutschland sind auch Einrichtungen der Sicherungsverwahrungen nach einem Hochsicherheitsstandard errichtete Haftbereiche.
In Österreich sind diese, wie alle Haftanstalten, dem Bundesministerium für Justiz unterstellt und Einrichtungen, in denen sich Straftäter mit Strafen bis Lebenslange Freiheitsstrafe und solche, in denen sich die Einrichtung des Maßnahmenvollzug befinden, mit einem teilweisen Hochsicherheitsbereich ausgestattet.

### Justizvollzugsanstalten mit Hochsicherheitsbereich in Deutschland
Das Saarland verfügt über keine eigene Haftanstalt mit einem Hochsicherheitsbereich und auch keine besondere Einrichtung für die Sicherungsverwahrung. Entsprechende Häftlinge werden in diesbezüglichen Justizvollzugsanstalten im benachbarten Rheinland-Pfalz untergebracht. Auch das Bundesland Thüringen betreibt keine Haftanstalt dieser Art und verlegt entsprechende Häftlinge vorwiegend nach Bayern oder Hessen.

#### Baden-Württemberg
- Justizvollzugsanstalt Freiburg (Einrichtung der zentralen Sicherungsverwahrung in Baden-Württemberg)
- Justizvollzugsanstalt Stuttgart

#### Bayern
- Justizvollzugsanstalt Aichach
- Justizvollzugsanstalt Bernau
- Justizvollzugsanstalt Straubing (Einrichtung der zentralen Sicherungsverwahrung in Bayern)[2]

#### Berlin
- Justizvollzugsanstalt Tegel (Einrichtung der Sicherungsverwahrung)

#### Brandenburg
- Justizvollzugsanstalt Brandenburg (Einrichtung der Sicherungsverwahrung, bis 2014 wegen Umbau der Anstalt nicht in Betrieb und es wird die JVA Tegel in Berlin genutzt)

#### Hamburg
- Justizvollzugsanstalt Fuhlsbüttel
- Justizvollzugsanstalt Billwerder (Einrichtung der Sicherungsverwahrung)

#### Hessen
- Justizvollzugsanstalt Butzbach
- Justizvollzugsanstalt Kassel I
- Justizvollzugsanstalt Schwalmstadt (Einrichtung der Sicherungsverwahrung)
- Justizvollzugsanstalt Weiterstadt

#### Mecklenburg-Vorpommern
- Justizvollzugsanstalt Waldeck

#### Niedersachsen
- Justizvollzugsanstalt Celle
- Justizvollzugsanstalt Rosdorf (Einrichtung der Sicherungsverwahrung)[3]

#### Nordrhein-Westfalen
- Justizvollzugsanstalt Aachen (Einrichtung der Sicherungsverwahrung)
- Justizvollzugsanstalt Köln
- Justizvollzugsanstalt Bielefeld-Brackwede
- Justizvollzugsanstalt Werl (Einrichtung der Sicherungsverwahrung)
- Justizvollzugsanstalt Willich II (Einrichtung der Sicherungsverwahrung)
- Justizvollzugsanstalt Düsseldorf
- Justizvollzugsanstalt Wuppertal-Vohwinkel

#### Rheinland-Pfalz
- Justizvollzugsanstalt Diez (Einrichtung der Sicherungsverwahrung)

#### Sachsen-Anhalt
- Justizvollzugsanstalt Halle I

#### Sachsen
- Justizvollzugsanstalt Waldheim
- Justizvollzugsanstalt Bautzen I (Einrichtung der Sicherungsverwahrung)

#### Schleswig-Holstein
- Justizvollzugsanstalt Lübeck (Einrichtung der Sicherungsverwahrung)

### Haftanstalten mit Hochsicherheitsbereichen außerhalb von Deutschland (Auswahl)

#### Norwegen
Norwegen verfügt nur mit der Ila Haft- und Verwahrungsanstalt über eine solche Einrichtung, in welcher z. B. Anders Behring Breivik seine Haftstrafe verbüßt.

#### Österreich
Als Strafvollzugseinrichtungen mit der höchsten Sicherheitsstufe können in Österreich jene Justizanstalten gelten, in denen gemäß dem Vollzugsplan der Generaldirektion für den Strafvollzug und den Vollzug freiheitsentziehender Maßnahmen langstrafige Freiheitsstrafen von mehr als 15 Jahren vollzogen werden. Diese Justizanstalten nehmen darüber hinaus auch Gefangene auf, die zu weniger langen Haftstrafen verurteilt wurden, aber wegen ihrer besonderen Gefährlichkeit nicht in anderen Haftanstalten untergebracht werden können:
- Justizanstalt Graz-Karlau (Steiermark)
- Justizanstalt Garsten (Oberösterreich)
- Justizanstalt Stein (Niederösterreich)

Als Sonderanstalten für den Maßnahmenvollzug an geistig abnormen Rechtsbrechern sind im Bundesgebiet drei Anstalten besonders eingerichtet:
- Justizanstalt Göllersdorf (Niederösterreich)
- Justizanstalt Wien-Mittersteig (Wien)
- Justizanstalt Asten (Oberösterreich)

#### Schweiz
- Justizvollzugsanstalt Lenzburg
- Justizvollzugsanstalt Pöschwies (Einrichtung der Verwahrungsmassnahme)[5]

#### Frankreich
- Gefängnis Les Baumettes
- Staats- und Hochsicherheitsgefängnis Fleury-Mérogis (gilt als die größte Haftanstalt in Europa)

#### England
- Hochsicherheitsgefängnis in Wakefield (offiziell HM Prison Wakefield) (größtes Hochsicherheitsgefängnis im Vereinigten Königreich Großbritannien und Nordirland und Westeuropa)

#### USA
In den USA verfügen alle Bundesgefängnisse (Federal Prison), also jene welche direkt dem Justizministerium der Vereinigten Staaten unterstehen über spezielle Sicherheitsbereiche, aber als Hochsicherheitsbereiche gelten jene welche in die seit 1994 bestehende höchste Sicherheitsstufe Administrative-Maximum (ADX), auch Supermax genannt, eingestuft sind. Das erste Hochsicherheitsgefängnis in den USA war Folsom State Prison in Kalifornien.
- Lager 6 in Camp Delta auf der Guantanamo Bay Naval Base (besondere Einrichtung der US-Regierung, welche dem direkten Zugriff durch das amerikanische Rechtssystem entzogen ist)